# L'Exorciste chinois 2
Série
L'Exorciste chinois
(1980)
Pour plus de détails, voir Fiche technique et Distribution.
L'Exorciste chinois 2 (鬼咬鬼, Gui yao gui) est un film hongkongais réalisé par Ricky Lau, sorti en 1990.

## Synopsis
Po est, depuis sa naissance, destiné à épouser Perle, la fille de M. Chu. Cependant, un homme riche dénommé Sze, tombe sous le charme de la jeune fille et est prêt à tout pour la conquérir en allant même jusqu'à engager un taoïste pour évincer son rival. Disposé à ne pas se laisser faire, Po pourra compter sur son maître, Hoi mais aussi Hung, une fantôme restée sur Terre pour aider sa mère malade.

## Fiche technique
- Titre français : L'Exorciste chinois 2
- Titre original : 鬼咬鬼 (Gui yao gui)
- Titre anglais : Encounters of the Spooky Kind II
- Réalisation : Ricky Lau
- Scénario : Barry Wong, Sze Mei-Yee et Shum Chi-Leung
- Musique : Sherman Chow
- Montage : Peter Cheung
- Photographie : Tom Lau
- Production : Sammo Hung
- Société de production : Bojon Films Company Ltd.
- Pays d'origine : Hong Kong
- Genre : comédie horrifique
- Durée : 87 minutes
- Date de sortie : 
  - Hong Kong : 9 février 1990

## Distribution
- Sammo Hung : Po
- Lam Ching-ying : Maître Neuf
- Mang Hoi : Hoi
- Man-Gwan Wong : Hung
- Wang Ha : le taoïste
- Andrew Lam Man-Chung : Sze
- Mimi Kung : Perle
- Teddy Yip : M. Chu, le père de Perle
- Sin Hung Tam : la mère de Hung
- Collin Chou : l'homme serpent